# Ichneumon flavaginis
Ichneumon flavaginis är en stekelart som beskrevs av Heinrich Boie 1855. Ichneumon flavaginis ingår i släktet Ichneumon och familjen brokparasitsteklar. Inga underarter finns listade i Catalogue of Life.